# Skin of My Teeth
"Skin of My Teeth" é uma canção da cantora estadunidense Demi Lovato. Foi lançado em 10 de junho de 2022 pela Island Records como o primeiro single do seu oitavo álbum de estúdio de Lovato, Holy Fvck. A cantora co-escreveu a música com Oak Felder, Alex Niceforo, Keith Sorrells, Laura Veltz e Lil Aaron. "Skin of My Teeth" foi produzida por Oak, Niceforo e Sorrells. Foi apresentada ao vivo pela primeira vez em sua data de estreia no The Tonight Show Starring Jimmy Fallon.

## Antecedentes
No início de 2022, Lovato anunciou em suas redes sociais o "funeral" de sua música pop. Durante os primeiros meses do ano, a cantora compartilhou prévias de quais seriam suas novas músicas, incluindo "Skin of My Teeth". Em maio, após vários rumores, Lovato afirmou que o primeiro single do álbum se chamaria "Skin of My Teeth". Dias depois, a capa e a data de lançamento, 10 de junho, foram reveladas. Naquele dia foi finalmente lançado para download e streaming digital, sendo o início de seu retorno às raízes do rock. Ele marca seu retorno aos gêneros de pop punk e rock, depois de ter experimentado com eles nos dois primeiros álbuns de estúdio de Lovato, Don't Forget (2008) e Here We Go Again (2009). A música faz referência às lutas de Lovato com o abuso de substâncias, com referências à "reabilitação" e querendo ser livre, mas falhando devido à "doença" que Lovato está suportando.
Lovato, nas anotações da música no Genius, diz sobre a linha de abertura que faz referência a outra visita à reabilitação, "era uma manchete que eu vi várias vezes e eu senti que não era da conta de ninguém!" Lovato então continua dizendo que eles "não precisam de ninguém para acompanhar minha própria jornada" e que as pessoas devem ter "compaixão pela luta que tenho junto com muitas outras pessoas". Lovato tem uma letra emotiva na música que diz "Eu sou seu filho e sou sua filha, sou sua mãe, sou seu pai", que visa "humanizar" o vício como uma luta que muitos indivíduos enfrentam.

## Vídeo musical
O videoclipe oficial de "Skin of My Teeth" estreou em 10 de junho de 2022. Foi dirigido por Nick Harwood e Nick Vernet e produzido por Shayna Giannelli. O videoclipe começa com Lovato cantando de uma banheira enquanto uma figura sinistra lê as manchetes sobre a recente visita de Lovato à reabilitação. Eventualmente, a dupla fica cara a cara em um confronto dramático, enquanto Lovato termina a música com uma sequência de chuva que apresenta sua guitarra elétrica soltando faíscas.

## Promoção
Lovato cantou a música no The Tonight Show Starring Jimmy Fallon horas antes do lançamento, toda de preto, acompanhado por uma guitarra combinando e cercada por neblina.

## Recepção crítica
A NPR descreveu "Skin of My Teeth" como uma experiência de audição divertida e comparou a música ao som pop rock de "Celebrity Skin" de Hole com as afetações vocais de "Born This Way" de Lady Gaga. Eles também elogiaram Lovato como tendo um "nível de camp" em sua arte com genuinidade e compromisso com sua música, ao contrário de "outros revivalistas do pop-punk". A Loudwire elogiou a faixa por combater o vício, e descreveu-a como tendo "um senso imediato de urgência, abrindo com duas batidas de caixa e alguns acordes dedilhando" após o qual Lovato começa a cantar em um tom vocal sardônico. Os tons de guitarra na música têm "peso para ela" com uma "energia saltitante" que lembra "artistas como Pat Benatar e Joan Jett."

## Créditos e pessoal

### Créditos da canção
Créditos adaptados do Genius.
- Demi Lovato – vocais, composição
- Oak Felder – composição, programação, vocais de fundo, teclado, engenharia
- Keith Sorrells – composição, programação, produção, vocais de fundo, guitarra, baixo, percussão
- Laura Veltz – composição
- Lil Aaron – composição, vocais de fundo
- Alex Niceforo – composição, produção, vocais de fundo, guitarra
- Manny Marroquin – mixagem
- Chris Gehringer – engenharia

### Vídeo musical
Créditos adaptados do YouTube.
- Justin Benoliel – EP
- Shayna Gianelli – produtor, para Object & Animal Production
- Nick Harwood – diretor
- Nick Vernet – diretor criativo

## Desempenho nas tabelas musicais
| Tabela musical (2022)                                   | Melhor posição |
| ------------------------------------------------------- | -------------- |
| New Zealand Hot Singles (RMNZ)                          | 19             |
| Reino Unido (Singles Downloads Chart)                   | 56             |
| Estados Unidos (Billboard Hot Rock & Alternative Songs) | 13             |
| Estados Unidos (Billboard Digital Song Sales)           | 47             |

## Histórico de lançamento
| Região | Data                | Formato                    | Gravadora | Ref.   |
| ------ | ------------------- | -------------------------- | --------- | ------ |
| Várias | 10 de junho de 2022 | Download digital streaming | Island    | [ 23 ] |